# أليسون بونير
أليسون بونير (بالإنجليزية: Alison Bonner) هي مجدفة بريطانية، ولدت في 27 يونيو 1962 في ويمبلدون في المملكة المتحدة.

## وصلات خارجية
- أليسون بونير على موقع الاتحاد الدولي للتجديف (الإنجليزية)
- أليسون بونير على موقع اللجنة الأولمبية الدولية (الإنجليزية)
- أليسون بونير على موقع أوليمبيديا (الإنجليزية)
- أليسون بونير على موقع اللجنة الأولمبية البريطانية (الإنجليزية)